# Michel Verne

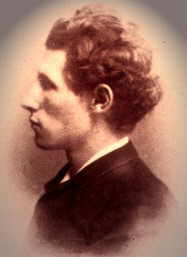
Michel Verne

Michel Jules Verne (Parijs, 3 augustus 1861 – Toulon, 5 maart 1925) was een Frans schrijver en filmmaker. Hij was de zoon van Jules Verne.
Toen hij 19 jaar oud was veroorzaakte hij een schandaal door weg te lopen met de actrice Clémence-Thérèse Taton (1857-??), tegen de wil van zijn vader in.
In 1883 draaide zijn vader uiteindelijk bij en Michel trouwde. Deze, en andere voorvallen, zorgden voor veel spanning tussen Michel en zijn vader, maar het huwelijk werd in 1889 ontbonden en tegen de tijd dat Jules overleed in 1905 was hun relatie al veel beter geworden. Ze hebben zelfs samengewerkt aan sommige verhalen.
Michel zorgde ervoor dat sommige van zijn vaders laatste manuscripten werden gepubliceerd. Hierbij bewerkte hij de tekst vaak uitvoerig: personages werden weggelaten of toegevoegd, plots werden veranderd, etc. De roman L'Agence Thompson & Co is waarschijnlijk volledig van de hand van Michel Verne. Van andere verhalen, die in het begin van de twintigste eeuw door Jules Hetzel onder de naam van Jules Verne werden uitgegeven, zijn de afgelopen tijd de oorspronkelijke, onbewerkte versies verschenen. Michel Verne schreef in hetzelfde genre als zijn vader maar zijn werken worden in het algemeen beneden die van zijn vader geplaatst. Hij is waarschijnlijk het meest bekend geworden door zijn controverse omtrent de laatst verschenen boeken van zijn vader.
Enkele van zijn werken, zoals Un express de l’avenir en La Journée d’un Journaliste Américain en 2889, zijn opmerkelijk vanwege het gebruik van buizenpost.
Michel Verne heeft, naast het schrijverschap, diverse andere activiteiten ontplooid. Van belang is vooral zijn werk als filmproducent. Hij produceerde een aantal verfilmingen van de Wonderreizen, zoals Les Indes Noires en L'Etoile du Sud.

## Werken
- 1888: Zigzags à travers la science
- 1888: Un express de l’avenir
- 1889: La Journée d’un journaliste américain en 2889
- 1895: La Traversée de la Manche en 1895

- Voyages extraordinaires 
  - 1905: L’Invasion de la mer
  - 1905: Le Phare du boute du monde
  - 1906: Le Volcan d’or
  - 1907: L’Agence Thompson and Co
  - 1908: Le Pilote du Danube
  - 1909: La Chasse au météore
  - 1909: Les Naufragés du Jonathan
  - 1910: Le Secret de Wilhelm Storitz
  - 1910: Hier et demain
    - Aventures de la familie Raton
    - Monsieur Ré-Dièze et Mademoiselle Mi-Bémal
    - La Destinée de Jean Morénas
    - Le Humbug
    - La Journée d’un journaliste américain en 2889
    - Edom

  - 1919: L’Étonnante aventure de la mission Barsac

- Biblioteca Nacional de España: XX5629480
- Bibliothèque nationale de France: cb129957093 (data)
- Gemeinsame Normdatei: 130123951
- International Standard Name Identifier: 0000 0001 2140 3093
- Library of Congress Control Number: n95098153
- Nationale Bibliotheek van Tsjechië: js20050418018
- Nationale Bibliotheek van Israël: 987007269604605171
- Nederlandse Thesaurus van Auteursnamen: 29841208X
- SNAC: w6pd9fzh
- Système universitaire de documentation: 057197342
- Virtual International Authority File: 76448105
- WorldCat: E39PBJhmJjG98dptg3bGvkhGpP